# Mitt längtande hjärta
Mitt längtande hjärta (originaltitel: The Sessions) är en amerikansk dramafilm från 2012 regisserad och skriven av Ben Lewin. Filmen är baserad på artikeln On Seeing a Sex Surrogate skriven av poeten Mark O'Brien, som är förlamad från midjan och neråt, och handlar om hur han anlitade en sexrådgivare för att förlora oskulden. Rollen som O'Brien spelas av John Hawkes och Helen Hunt porträtterar sexrådgivaren Cheryl Cohen-Greene.
Vid Oscarsgalan 2013 nominerades Helen Hunt i kategorin Bästa kvinnliga biroll. Hon nominerades även till Golden Globe Award och en BAFTA Award i samma kategori. Hawkes nominerades till en Golden Globe för bästa manliga huvudroll i en dramafilm.

## Rollista
- John Hawkes – Mark O'Brien
- Helen Hunt – Cheryl Cohen-Greene
- William H. Macy – Father Brendan
- Moon Bloodgood – Vera
- Annika Marks – Amanda
- Adam Arkin – Josh
- Rhea Perlman – Mikvah lady
- W. Earl Brown – Rod
- Robin Weigert – Susan Fernbach
- Blake Lindsley – Dr. Laura White
- Ming Lo – Clerk
- Rusty Schwimmer – Joan